# Neobisium oenotricum
Neobisium oenotricum är en spindeldjursart som beskrevs av Giuliano Callaini 1987. Neobisium oenotricum ingår i släktet Neobisium och familjen helplåtklokrypare. Inga underarter finns listade i Catalogue of Life.